# Reinstorf
Reinstorf – miejscowość  i gmina położona w niemieckim kraju związkowym Dolna Saksonia, w powiecie Lüneburg. Należy do (niem. Samtgemeinde) gminy zbiorowej Ostheide.

## Położenie geograficzne
Reinstorf leży 11 km na wschód od centrum Lüneburga.
Od północy sąsiaduje z gminą  Rullstorf z gminy zbiorowej Scharnebeck, od północnego wschodu z gminą Neetze, od wschodu z gminą Thomasburg, od południa z gminą Vastorf, od południowego zachodu z gminą Barendorf i od zachodu z Lüneburgiem. 
W gminie, w dzielnicy Holzen, ma swoje źródła mały strumień Sankt Vitusbach, będący bardzo małym lewym dopływem rzeki Neetze w dzielnicy Süttorf gminy Neetze.

## Dzielnice gminy
W skład gminy Reinstorf wchodzą następujące dzielnice: Holzen, Horndorf, Neu Sülbeck, Neu Wendhausen, Sülbeck i Wendhausen.

## Komunikacja
Reinstorf znajduje się 14 km od węzła Lüneburg-Nord na autostradzie A39. Droga krajowa B216 przebiega przez południowe tereny gminy przez dzielnicę Horndorf.